# Carl Theodor Zahle
Carl Theodor Zahle (ur. 19 stycznia 1866 w Roskilde, zm. 3 lutego 1946 w Kopenhadze) – duński polityk, dwukrotny premier (1909-1910 i 1913-1920).
Z zawodu był prawnikiem i publicystą, 1895-1939 był członkiem parlamentu (Folketingu), w tym 1895-1905 członkiem Zgromadzenia Parlamentarnego z ramienia Lewicowej Partii Reform (Venstrereformpartiet), w 1905 brał udział w zakładaniu Partii Radykalno-Liberalnej (Det Radikale Venstre). W latach 1909–1910 pełnił urząd premiera, 1911-1913 burmistrza miasta Stege, a 1913-1930 ponownie premiera. Jego rząd ogłosił neutralność wobec I wojny światowej i demokratyczną nowelizację konstytucji w 1915. W latach 1929–1935 był ministrem sprawiedliwości, a 1936-1945 członkiem Komisji Politycznej.